# Szövetséges Ellenőrző Bizottság
A Szövetséges Ellenőrző Bizottságok (SZEB), angolul: Allied Control Commission, ACC, oroszul: Союзная контрольная комиссия, a második világháború után a győztes hatalmak által a fegyverszünet betartására és a kormányok működésének ellenőrzésére megalakított testületek voltak a legyőzött országokban a győztes hatalmak részvételével. Churchill és Sztálin 1944 októberében találkoztak, hogy megtárgyalják a háború utáni rendezést és a befolyási övezetek kérdését. A Vörös Hadsereg felszabadította és\vagy megszállta területeken a SZEB-eket gyakorlatilag a szovjetek irányították, az ő elképzelésük és javaslataik érvényesültek.
Közép- és Kelet-Európa országaiban a Szovjetunió a SZEB-et használta fel az erőszakos hatalomátvétel elősegítéséhez: a kommunista párt politikai ellenfeleit likvidálták vagy elhurcolták a Vörös Hadsereg katonái. Churchill fultoni beszédében hívta fel a figyelmet a Szovjetunió erőszakos beavatkozására, ő használta először a vasfüggöny kifejezést is.

## A SZEB Magyarországon
A magyar Ideiglenes Nemzeti Kormány küldöttsége 1945. január 20-án írta alá Moszkvában a Szovjetunióval a fegyverszüneti megállapodást, amely az ország szuverenitását korlátozva az egyezmény betartatását a Szövetséges Ellenőrző Bizottságra bízta.
A szovjetek elutasították a brit és amerikai szövetségesek javaslatát, hogy a szovjet elnökletű SZEB csak a szövetségesek egyetértésével hozhasson határozatokat. Kompromisszumként a szövetségesek csak konzultációs jogot kaptak. Az egyezménynek egyéb súlyos következményei is voltak: a SZEB a későbbiekben beleszólhatott a magyar választások szabályaiba és magyar állampolgárokat tartóztathatott le a magyar hatóságok vagy a szövetségesek beleegyezése nélkül.
A SZEB elnöke Kliment Vorosilov marsall, első alelnöke Vlagyimir Szviridov altábornagy és a szovjet kormány politikai megbízottja G. M. Puskin diplomata lett. Az amerikai missziót William Shaffer Key vezérőrnagy vezette, 1946 júliusától George H. Weems dandártábornok, az USA politikai megbízottja, később H. F. Arthur Schoenfeld követ. Az angol misszió vezetője Oliver Pearce Edgcumbe vezérőrnagy, az Egyesült Királyság politikai megbízottja, később Alvary Gascoigne nagykövet volt.

## Kapcsolódó szócikk
- Szövetséges Ellenőrző Tanács